# Ansonia thinthinae
Ansonia thinthinae é uma espécie de anfíbio anuro da família Bufonidae. Está presente em Myanmar. Não foi ainda avaliada pela UICN.